# Марш, Джоди
Джоди Марш (род. 23 декабря 1978) — британская медийная персона, модель, телеведущая и культуристка. Известна по многочисленным съёмкам топлес для мужских журналов и бульварных газет; также имеет собственное телешоу — Totally Jodie Marsh.
Джоди Луиза Марш родилась в Брентвуде, графство Эссекс. Она происходила из богатой семьи (её отец был крупным строительным подрядчиком). Образование Джоди получила в Независимой школе Брентвуда, где её одноклассником была будущая звезда британского футбола Фрэнк Лэмпард. У Марш есть брат Джордан.
В апреле 2009 года модель позировала для британского издания Playboy. В июне 2009 года она появилась на обложке журнала Zoo. В ноябре 2010 года появилась на двойной обложке специального издания журнала. В апреле 2011 года Марш завершила очередную фотосессию для того же журнала. С 2009 года Джоди также занимается бодибилдингом под руководством тренера.